# Cuspidina
La cuspidina (simbolo IMA: Csp) è un minerale raro appartenente al gruppo della wöhlerite della classe dei "silicati e germanati" con la composizione chimica Ca8(Si2O7)2F4 e quindi, chimicamente parlando, è un silicato di calcio con ioni fluoro addizionali.

## Etimologia e storia
La cuspidina è stata scoperta per la prima volta in campioni di minerali provenienti dal vulcano Monte Somma vicino a Napoli in Italia, che era già stato conservato nel Museo di Mineralogia di Napoli per diversi anni. La prima descrizione fu fatta nel 1876 dal geologo, mineralogista e vulcanologo italiano Arcangelo Scacchi, che chiamò il minerale a causa della caratteristica forma di cristallo a forma di lancia dalla parola latina [cuspis] per "lancia", "lancia", "punta" o "punta" (da Scacchi anche lancetta).
Nel 1914, Joseph Bertram Umpleby (1883-1967), Waldemar Theodore Schaller e Esper S. Larsen descrissero un nuovo minerale metamorfico di contatto scoperto in una zona di contatto a circa 3,5 miglia a sud-ovest di Mackay nella contea di Custer, nell'Idaho. Nel 1947, Cecil Edgar Tilley e H.C.G. Vincent, nelle loro indagini sulle cuspidine dagli skarn di dolomite metamorfica a contatto vicino a Broadford sull'isola scozzese di Skye (Isola di Skye), trovarono che la custerite è identica alla cuspidina già conosciuta. Il nome custerite è stato quindi screditato ed è ora considerato un sinonimo di cuspidina.

## Classificazione
Nella Sistematica dei lapis (Lapis-Systematik) di Stefan Weiß, al minerale è stato assegnato il sistema e il minerale nº VIII/C.09-10. Ciò corrisponde alla classe dei "sorosilicati", dove la cuspidina, insieme ad aklimaite, fukalite, jaffeite, killalaite, rusinovite, suolunite e tilleyite, forma un gruppo indipendente ma senza nome.
Anche la 9ª edizione della sistematica dei minerali secondo Strunz, valida dal 2001 e aggiornata dall'Associazione Mineralogica Internazionale (IMA) fino al 2009, classifica la cuspidina nella sottoclasse dei "sorosilicati"; questa viene ulteriormente suddivisa in base alla struttura dei gruppi silicati nonché all'eventuale presenza di anioni aggiuntivi e alla coordinazione dei cationi, in modo che il minerale sia classificato nella suddivisione "9.BE Gruppi Si2O7, con anioni aggiuntivi; cationi in coordinazione ottaedrica [6] e superiore", dove forma il "gruppo delle cuspidine" con il sistema nº 9.BE.17 e insieme agli altri minerali baghdadite, burpalite, hiortdahlite, janhaugite, låvenite, marianoite, niocalite, normandite e wöhlerite.
Tale classificazione viene mantenuta anche nell'edizione successiva, proseguita dal database "mindat.org" e chiamata Classificazione Strunz-mindat.
La sistematica dei minerali Dana, che viene utilizzata principalmente nel mondo anglosassone, classifica la cuspidina nella classe dei "silicati e germanati", ma anche nella già più finemente suddivisione dei "sorosilicati: gruppo Si2O7 e O, OH, F e H2O". La si trova insieme a baghdadite, burpalite, låvenite, woehlerite, niocalite, hiortdahlite, rosenbuschite, hainite, janhaugite, jennite, komarovite, natrokomarovite, suolunite, mongolite, kristiansenite, kochite, marianoite con le quali forma il "gruppo cuspidin-woehlerite" con il sistema nº 56.02.04 all'interno della sottodivisione "Gruppo silicati: gruppi Si2O7 e gruppi O, OH, F e H2O con cationi in coordinazione [4] e/o >[4]".

## Abito cristallino
La cuspidina cristallizza nel sistema monoclino nel gruppo spaziale P21/a (gruppo nº 14, posizione 3) con i parametri reticolari a = 10.91 Å, b = 10,52 Å, c = 7,52 Å e β = 109,3°, oltre a 2 unità di formula per cella unitaria.
Il suo abito cristallino è aciculare o massivo.

## Proprietà chimico fisiche
- Densità di elettroni: 2,92 gmcc
- Indice di fermioni: 0,0079273277[4]
- Indice di bosoni: 0,9920726723[4]
- Fotoelettricità: 6,02 barn/elettrone[4]
- Birifrangenza: 0,012-0,017[5]
  - Massima birifrangenza: δ = 0.012[5]
- Dispersione: {\displaystyle r>v} distinta[5]

## Origine e giacitura
Nella sua località tipo presso il vulcano Monte Somma in Italia, la cuspidina è stata trovata nei suoi eiettori di carbonatiti. Tuttavia, può anche essere formata da metamorfismo di contatto nel calcare, come a Franklin (New Jersey), tra gli altri, o a skarn di meliliten, come sul Monte Dupezeh vicino a Qala Diza (Qeladze, قلعة دزة) nel Governatorato di Sulaymaniyya nella regione del Kurdistan dell'Iraq settentrionale. A seconda di dove è stato trovato, augite, biotite, calcite, diopside, grossularia, orneblenda, magnetite, monticellite, perovskite, flogopite, spinello e wollastonite si presentano come minerali di accompagnamento.
Essendo una formazione minerale rara, la cuspidina è stata rilevata solo in pochi luoghi in tutto il mondo, circa 80 siti. Oltre che nella località tipo di Monte Somma, il minerale è stato rinvenuto anche in Italia nella vicina cava di San Vito nei pressi di Ercolano in Campania, ad Ariccia, Monte Sant'Angelo, Rocca di Papa e al Lago di Vico nel Lazio; nella cava di pomice Case Collina vicino a Pitigliano in Toscana, così come nella melilitite-leucite-calcosilite nei pressi di Colle Fabbri vicino a Spoleto e nella cava Vispi presso il vulcano Pian di Celle vicino al comune di San Venanzo in Umbria.
In Germania, la cuspidina è stata finora trovata nella cava di Caspar sull'Ettringer Bellerberg nel distretto di Mayen-Koblenz, sul Feuerberg vicino a Hohenfels-Essingen e sull'Emmelberg vicino a Üdersdorf nell'Eifel vulcanico in Renania-Palatinato, nonché in campioni di minerali provenienti dal cumulo di scorie della miniera a cielo aperto di Lichtenberg nel giacimento di uranio vicino a Ronneburg in Turingia.
Altri siti noti in Europa includono alcuni cumuli di scorie vicino a Lapanouse nel dipartimento francese dell'Aveyron e nell'area di Puntazeza vicino a Laurio nella regione greca dell'Attica, Barnavave vicino a Carlingford (contea di Louth) e Inishcrone (contea di Sligo) in Irlanda, Flekkeren vicino a Skien in Norvegia, i cumuli di detriti della miniera di Bolesław nei pressi di Przygórze (Bassa Slesia) e nei cumuli di scorie nei pressi di Bytom-Bobrek e Siemianowice Śląskie-Dąbrowka Wielka (Slesia) in Polonia, nei pressi di Racoș, in una cava di basalto nei pressi di Odorheiu Secuiesc e nei pressi di Brad e sul monte Cornet nei pressi di Hunedoara in Romania, nella zona carbonifera di Rosice-Oslavany nel distretto di Brno-venkov nella Repubblica ceca e nella penisola Ardnamurchan e l'isola di Muck e Skye in Scozia.
Altri siti sono sparsi un po' in tutto il mondo.

## Forma in cui si presenta in natura
In masserelle vitree o in cristalli «a punta di lancia» spesso alterati in superficie.
La cuspidina in genere sviluppa cristalli a forma di punta di lancia e gemelli semplici, lamellari o polisintetici di pochi millimetri di dimensioni con una lucentezza simile al vetro sulle superfici. Nella sua forma pura, la cuspidina è incolore e trasparente. Tuttavia, a causa della rifrazione multipla della luce dovuta a difetti di costruzione del reticolo o alla formazione policristallina, può anche essere bianco traslucido e assumere un colore da rosa pallido a rosato o marrone cioccolato a causa di mescolanze estranee. Il colore della suo striscio è bianco.